# توك توك (مجلة)
مجلة توك توك هي مجلة رسوم هزلية باللغة العربية صادرة فصليا في القاهرة. هي أول مجلة رسوم هزلية مستقلة ناشرة ذاتيا في مصر. 

## تاريخ
توك توك نشرت للمرة الأولى 1 يناير 2011. مؤسسو المجلة هم خمسة مصممي جرافيك مصريين: شناوي ومخلوف وهشام رحمة وأنديل وتوفيق، وهم ينشرون أعمالهم فيها كذلك. المجلة تمول نفسها، أي هي مستقلة. هدف المجلة هو توفير ساحة للمشهد الفكاهي في مصر.
اسم المجلة، توك توك، يشير إلى المركبة النارية ذات ثلات عجلات المستعملة في أحياء القاهرة التي لا يمكن استعمال السيارات فيها. شعار المجلة هو «المحطة للقصص الجرافيكية» ومكتوب على غلفها «احفظ بعيدا عن متناول الأطفال.»
جمهور المجلة المستهدف هم الكبار. تحتوي المجلة على أقاصيص ورسوم زهلية قد تكون غير ملائم للأطفال. القصص هي غالبا عن الحب والعطل ومزاج الشيوخ والسلطات والازدحام في القاهرة. دعمت المجلة عدد من المؤسسات الثقافية الأوروبية.
في 2011، فازت المجلة بجائزة المقام الثاني في قسم أفضل مجلة زهلية مستقلة في مهرجان المجلات الزهلية في الجزائر (FIBDA).